# A Árvore da Vida (2011)
The Tree of Life (bra/prt: A Árvore da Vida) é um filme estadunidense de 2011 do gênero drama fantástico, escrito e dirigido por Terrence Malick, e estrelado por Brad Pitt, Sean Penn e Jessica Chastain.
O filme aborda as origens e o significado da vida pelos olhos de uma família da década de 1950 no Texas, tendo temas surrealistas e imagens através do espaço e o nascimento da vida na Terra.
Depois de ter sido desenvolvido por Malick havia décadas e ter sido adiado várias vezes, estreou no Festival de Cannes no dia 16 de maio de 2011, onde recebeu a Palma de Ouro. Foi lançado nos Estados Unidos de forma limitada em 27 do mesmo mês, recebendo críticas muito positivas e elogios aos seus aspectos técnicos e méritos artísticos. O filme ficou em primeiro lugar na lista "Top Ten List of 2011" do Metacritic e apareceu na enquete de 2012 dos 250 melhores filmes do mundo, compilada pela Sight & Sound, bem como na pesquisa da BBC sobre os melhores filmes americanos já produzidos, uma das poucas obras do século XXI a ser incluída em ambas publicações. Em uma outra pesquisa da emissora, realizada com 177 críticos ao redor do mundo, The Tree of Life foi nomeado o 7.º melhor filme do século. Ao Oscar 2012, recebeu três indicações nas categorias de Melhor Filme, Melhor Diretor e Melhor Fotografia.

## Enredo
O filme abre com uma citação do Livro de Jó, quando Deus pergunta, "Onde estavas tu, quando eu fundava a terra? ... Quando as estrelas da alva juntas alegremente cantavam, e todos os filhos de Deus jubilavam?" Uma luz misteriosa e vacilante, que lembra uma chama, emerge. O filme corta para a Sra O'Brien enquanto ela recebe um telegrama informando sobre a morte de seu filho aos 19 anos de idade. O Sr. O'Brien é notificado pelo telefone. A família é jogada em um mundo de dor enquanto eles tentam lidar com a situação em sua casa suburbana.
Jack O'Brien está à deriva em sua vida moderna como arquiteto. Em uma conversa ao telefone com seu pai, confessando pensar sobre seu irmão falecido todos os dias. Quando ele vê uma árvore sendo plantada em frente a um prédio, ele começa a reminiscência central do filme.
O filme corta para uma dramatização da formação do universo. Enquanto as galáxias se expandem e os planetas se formam, a voz de Jack pode ser ouvida perguntando várias questões existenciais. Em outros pontos do filme, tais questões e observações são expressas por outros membros da família, como também seu eu mais jovem. Na recém formada Terra, vulcões entram em erupção e micróbios se formam. Eventualmente, a câmera se estabelece em uma praia, onde um elasmossauro jaz com um ferimento fatal na lateral do corpo. Em uma floresta, um jovem parassaurolofo está cauteloso com predadores. Mais tarde na margem de um rio, o parassaurolofo jaz ferido. Um troodonte aparece e o examina. O troodonte coloca sua pata no pescoço do parassaurolofo, preparando-se para matá-lo, porém reconsidera depois de ver sua luta. O predador vai embora.
Em um vasto bairro de Waco, Texas, a família O'Brien é apresentada, vivendo em uma casa muito diferente e antiga. O jovem casal está fascinado pelo bebê Jack, e seu dois outros irmãos rapidamente o seguem, enquanto a família cresce. O filme se estabelece na família enquanto Jack chega na adolescência. O Sr. O'Brien luta para equilibrar seu sentimento de dever paternal com o grande amor que ele têm pelos filhos. Ele é severo e autoritário, ao mesmo tempo profundamente afetuoso e carinhoso. Em contraste, a Sra. O'Brien é infantil e compreensiva, tendo uma atitude mais permissiva com seus filhos.
O Sr. O'Brien cobiça riqueza e lamenta não ter se tornado um grande músico. Ele arquiva patentes para várias invenções, porém não consegue criar um empreendimento duradouro. Em certo ponto, ele faz uma viagem ao redor do mundo tentando vender suas invenções. Enquanto ele está fora, os meninos desfrutam de acesso irrestrito a sua mãe, e Jack passa pelas primeiras dores da rebeldia. Persuadido por outros meninos de sua idade, Jack comete atos de vandalismo e abuso animal. Ele mais tarde invade a casa de uma vizinha, e rouba uma peça de roupa. Jack fica confuso por seus experimentos com violência.
A fábrica que o Sr. O'Brien trabalha fecha, e ele é forçado a se mudar. Ele se reconcilia com Jack, pedindo perdão por seu tratamento duro.
O fim da vida na Terra chega com o planeta sendo queimado pelo Sol quando ele se transforma em uma gigante vermelha. A Terra fica um lugar desolado, sem vida e congelado ainda orbitando a estrela, que no momento se transformou em uma débil anã branca.
O filme retorna para o Jack adulto, que está andando por um terreno rochoso, possivelmente no final do tempo e da própria vida. Ele tentativamente atravessa o batente de uma porta, erguido no meio das pedras. Em um baixio, Jack é reunido com sua família e todas as pessoas que povoavam sua memória. Seu pai está feliz por vê-lo. Sua mãe fica radiante quando a memória de Jack ressuscita seu irmão falecido. Ela lhe agradece, beijando seu braço. O filme se encerra com a mesma luz misteriosa e vacilante do início.

## Elenco
- Brad Pitt como Sr. O'Brien
- Sean Penn como Jack
- Jessica Chastain como Sra. O'Brian
- Hunter McCracken como jovem Jack
- Laramie Eppler como R.L.
- Tye Sheridan como Steve
- Kari Matchett como Ex de Jack
- Joanna Going como Esposa de Jack
- Michael Showers como Sr. Brown
- Kimberly Whalen como Sra. Brown
- Jackson Hurst como Tio Roy
- Fiona Shaw como Avó
- Crystal Mantecon como Elisa
- Tamara Jolaine como Sra. Stone
- Dustin Allen como George Walsh
- Carlotta Maggiorana como Suzy

## Produção

### Desenvolvimento
Terrence Malick apresentou o conceito de The Tree of Life para Bill Pohlad, chefe da River Road Entertainment, enquanto colaboravam em um rascunho para o filme Che. Pohlad inicialmente achou a ideia "maluca", porém quando o conceito evoluiu, ele começou a ficar confiante com o filme. The Tree of Life foi anunciado em 2005, com a companhia indiana Percept Picture Company financiando. O filme seria parcialmente filmado na Índia, com a pré-produção agendada para começar em janeiro de 2006. Colin Farrell e Mel Gibson estiveram relacionados ao projeto. Porém os planos não deram certo.
Em outubro de 2007, Pohlad anunciou seus planos para produzir o filme através da River Road. Sean Penn e Heath Ledger estavam sendo considerados para estrelar. Em dezembro de 2007, Brad Pitt estava conversando com a produção para substituir Ledger, com Penn escalado para o filme.

### Filmagens
As filmagens começaram no Texas. O diretor de fotografia Emmanuel Lubezki retornou para trabalhar com Malick após a colaboração em The New World. Locações incluíam Smithville, Houston, Matagorda, Bastrop, Austin e a cidade natal de Malick, Waco. A árvore que dá nome ao filme é um grande carvalho. Ela foi extraída de uma propriedade a alguns quilômetros de Smithville. A árvore de 29 toneladas foi colocada em um caminhão e replantada em Smithville.

### Efeitos especiais
Depois de quase trinta anos longe de produções de Hollywood, o famoso supervisor de efeitos especiais Douglas Trumbull contribuiu com os efeitos especiais de The Tree of Life. Malick, um amigo de Trumbull, falou com ele sobre o trabalho nos efeitos especiais e mencionou que não gostava do visual de imagens geradas por computador. Trumbull perguntou à Malick, "Por quê não fazer do jeito antigo? Do modo que fizemos em 2001?"
Trabalhando com o supervisor de efeitos visuais Dan Glass, Trumbull usou uma grande variedade de materiais para criar as sequências mostrando o universo. "Nós trabalhamos com produtos químicos, pinturas, corantes fluorescentes, fumaça, líquidos, CO2, chamas, pratos giratórios, fluídos dinâmicos, luzes e fotografia em alta velocidade para ver quão efetivos eles poderiam ser", disse Trumbull. "Era uma oportunidade livre para explorar, algo que descobri ser extraordinariamente difícil de se conseguir na indústria do cinema. Terry [Malick] não tinha qualquer ideia preconcebida sobre como algo deveria se parecer. Fizemos coisas como jogar leite através de um funil em uma calha estreita e filmá-lo com uma câmera de alta velocidade e lentes dobradas, iluminando-o com cuidado e usando uma taxa de quadros que daria o tipo certo de características de fluxo para parecer cósmico, galáctico, enorme e épico".

## Lançamento
Em março de 2009, o supervisor de efeitos especiais Mike Fink disse que uma versão do filme seria lançada em IMAX junto com uma versão convencional. O filme em IMAX revelou-se ser The Voyage of Time, um documentário se expandindo nas cenas, filmadas em IMAX, da "história do universo" em The Tree of Life, que os produtores decidiram lançar posteriormente para não "canibalizar" a estreia do filme.
O filme estreou no dia 16 de maio de 2011, em competição no Festival de Cannes. Terrence Malick queria que o filme fosse exibido fora da competição, porém seus produtores o convenceram do contrário. Em 27 de maio, The Tree of Life estreou de forma limitada nos Estados Unidos.

### Atrasos e questões de distribuição
Por maio de 2009, The Tree of Life havia sido vendido para um grande número de distribuidores internacionais, incluindo França, Espanha, Reino Unido e Austrália, porém ainda não possuía um distribuidor americano. Em agosto de 2009, foi anunciado que o filme seria distribuído nos EUA pela Apparition, uma nova distribuidora fundada pelo chefe da River Road Entertainment, Bill Pohlad, e pelo antigo chefe da Picturehouse, Bob Berney. Uma data de lançamento provisória foi anunciada para 25 de dezembro de 2009, porém o filme não estava completo na época. Os organizadores do Festival de Cannes conduziram negociações para ter a estreia no festival de 2010, com Malick enviando uma versão do filme para Thierry Fremaux e para o comitê de seleção de Cannes. Apesar de Fremaux ter adorado o corte e desejar muito mostrar o filme no festival, Malick disse que sentia que o filme não estava pronto. Na véspera do Festival de Cannes de 2010, Berney subitamente anunciou sua saída da Apparition, deixando o futuro da companhia incerto. Pohlad decidiu manter The Tree of Life na Apparition, depois de uma reestruturação, contratando Tom Ortenberg para ser o consultor no lançamento do filme. Uma nova data de lançamento foi marcada para o final de 2010, na época das considerações para os grandes prêmios. No final, Pohlad decidiu fechar a Apparition e vender os direitos do filme. Exibições privadas para interessar a Fox Searchlight Pictures e a Sony Pictures Classics ocorreram no Festival de Cinema de Telluride de 2010. Em 9 de setembro, a Fox Searchlight anunciou a aquisição de The Tree of Life.
Em 28 de março de 2011, foi noticiado que a Icon Entertainment, distribuidora do filme no Reino Unido, estava planejando lançar The Tree of Life em 4 de maio de 2011. Isso faria o Reino Unido a primeira região a ver o filme, antecedendo a estreia esperada no Festival de Cannes de 2011, o que desqualificaria o filme de uma inclusão na Palma de Ouro. Como resultado, um surto de interesse no filme se desenvolveu internacionalmente. Representantes da Fox Searchlight disseram que essa estreia britânica era "improvável"; mesmo assim, a Icon manteve a estreia do filme para 4 de maio. Em 31 de março, a Summit Entertainment anunciou que a Icon havia perdido os direitos de distribuir The Tree of Life no Reino Unido por não cumprimento de contrato. Em 9 de junho foi anunciado que o filme seria lançado no Reino Unido no dia 8 de julho, depois da Fox Searchlight ter comprado os direitos de distribuição britânicos da Icon.

### Divulgação
Um pôster promocional do filme foi revelado no American Film Market em 3 de novembro de 2010. O trailer estreou nos cinemas americanos em 3 de dezembro de 2010, anexado as cópias de Black Swan. Duas fotos oficiais do filme haviam sido lançadas no dia anterior. O trailer foi lançado oficialmente na internet no dia 15 de dezembro, junto com um novo pôster. No Brasil, o trailer foi anexado às cópias de Bruna Surfistinha. O pôster teatral foi lançado na internet no dia 28 de março de 2011, junto com uma página Tumblr contendo imagens do filme. Em 7 de abril, a Fox Searchlight Pictures revelou um novo site promocional, TwoWaysThroughLife.com, contendo 20 vídeos curtos do filme.

## Recepção

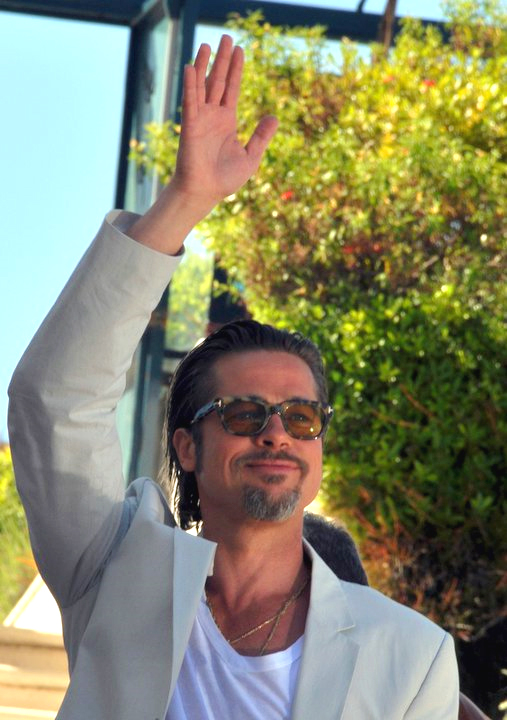
Brad Pitt promovendo o filme no Festival de Cannes 2011.

As primeiras reações no Festival de Cannes foram polarizadas, com o filme atraindo vaias e aplausos. Mesmo assim, The Tree of Life foi recebido com críticas muito positivas pela imprensa especializada, vencendo a prestigiada Palma de Ouro do festival. No site Rotten Tomatoes o filme possui um índice de aprovação de 85%, baseado em 223 resenhas, com uma nota média de 8,1/10. O consenso é "O estilo singular deliberado de Terrence Malick pode não ser recompensador para alguns, mas para um espectador paciente, The Tree of Life é um deleite emocional como visual". No agregador Metacritic, o filme tem um índice de 85/100, baseado em 43 resenhas, indicando "aclamação universal".
Indicador ao Oscar de Melhor Filme (Sarah Green, Bill Pohlad, Dede Gardner, Grant Hill), Melhor Diretor (Terrence Malick), Melhor Fotografia (Emmanuel Lubezki).
Roger Ebert deu ao filme quatro estrelas de quatro e escreveu, "The Tree of Life é um filme de vasta ambição e de profunda humildade, tentando nada menos do que englobar toda a existência e vê-la através do prisma de algumas vidas infinitésimas" e "Houve vários diretores que ansiavam por fazer nada menos que uma obra prima, porém agora há poucos. Malick se manteve verdadeiro a essa esperança desde seu primeiro filme em 1973". Peter Bradshaw do The Guardian deu ao filme perfeitas cinco estrelas e afirmou que é uma "descarada reflexão épica sobre amor e perda" e um "filme maluco e magnífico". Todd McCarthy, do The Hollywood Reporter, afirma "Brandindo uma ambição é provável que nenhum filme, incluindo este, possa cumprir integralmente, The Tree of Life é mesmo assim um trabalho singular, um inquérito metafísico impressionista sobre o lugar da humanidade no grande esquema das coisas que enviam ondas de percepções em meio a suas imprecisões narrativas". Justin Chang, escrevendo para a Variety, diz que o filme "representa algo extraordinário" e "é de muitas formas o trabalho mais simples e o mais complicado [de Malick], uma odisseia transfixante através do tempo e memórias que mesclam a formação de um garoto dos anos 1950 com uma magistral reflexão sobre as origens da Terra". Peter Travers da Rolling Stone deu ao filme quatro estrelas e meia de cinco, e diz, "Filmado com um olho poético, o filme de Malick é pioneiro, uma visão pessoal que se atreve a alcançar as estrelas". A. O. Scott do The New York Times elogiou muito o filme e disse que, "A enorme beleza do filme é quase esmagadora, porém como outros trabalhos de arte com espírito religioso, suas glórias estéticas são amarradas a um propósito humilde e exaltado, que é fazer brilhar a luz do sagrado e da realidade secular".